# Boğazlıyan (district)
Boğazlıyan is een Turks district in de provincie Yozgat en telt 35.170 inwoners (2007). Het district heeft een oppervlakte van 1638,0 km². Hoofdplaats is Boğazlıyan. Het bevindt zich precies in het middelpunt van Turkije binnen het Centraal-Anatolische gebied.
De bevolkingsontwikkeling van het district is weergegeven in onderstaande tabel.
| 1997   | 2000   | 2007   |
| ------ | ------ | ------ |
| 63.303 | 67.184 | 35.170 |